# Tolva (kommun)
Tolva är en kommun i Spanien.   Den ligger i provinsen Provincia de Huesca och regionen Aragonien, i den nordöstra delen av landet, 400 km nordost om huvudstaden Madrid. Antalet invånare är 152. Arean är 59 kvadratkilometer. Tolva gränsar till Lascuarre, Castigaleu, Puente de Montañana, Viacamp y Litera och Benavarri / Benabarre. 
Terrängen i Tolva är huvudsakligen kuperad, men åt sydväst är den platt.